# 南九州大学短期大学部
南九州大学短期大学部（みなみきゅうしゅうだいがくたんきだいがくぶ、英語: Minami Kyushu Junior College）は、宮崎県宮崎市霧島5-1-2に本部を置く日本の私立大学。1965年創立、1965年大学設置。大学の略称は南短（なんたん）。

## 概観

### 大学全体
- 宮崎県宮崎市に所在する日本の私立短期大学で、設置主体は学校法人南九州学園[1]。
- 1965年に男女共学の南九州短期大学として開学。一旦女子短大となったが、再び、共学化された。学科体制は最多時で3学科となっていたが、現在は1学科となっている。南短（ナンタン）と称されている。
- 2025年度の入学生を最後に、新規入学者の募集を停止する[注釈 1]。

### 建学の精神（校訓・理念・学是）
- 南九州大学短期大学部における「建学の精神」[2]
  - 幅広い教養と高い品格を備えた人材の養成
  - 実学を重んじ、職業人としての専門知識を有する人材養成
  - 地域社会に貢献しうる有為な人材の養成

### 教育および研究
- 南九州大学短期大学部は国際教養学科を置き、「英語教育」・「情報教育」・「ビジネス教育」・「エアライン業界への就職指導」を重視している。また、海外留学も実施されている。

### 学風および特色
- 南九州大学短期大学部は2007年および2014年に財団法人短期大学基準協会第三者評価により適格認定されている。

## 沿革
- 1962年
  - 2月8日 学校法人が成立する[3]。
- 1965年
  - 1月25日 左記を以て文部省[注 1]より短期大学の設置が認可される。
  - 4月1日 南九州短期大学が以下の学科体制にて開学する[4]。
    - 英語科 入学定員100名[5]
- 1965年
  - 5月1日 学生数[6]/定員
    - 英語科 100[注釈 2]/100
- 1966年
  - 4月1日 以下の学科を増設する[7]。
    - 教養科[注釈 3]
    - 体育科[注釈 3]
- 1966年
  - 5月1日 学生数[9]/定員
    - 英語科 178[注 2]/200
    - 教養科 73[注釈 2]/50　
    - 体育科 55[注 3]/50
- 1967年
  - 5月1日 学生数[10]/定員
    - 英語科 85[注 4]/200
    - 教養科 148[注 5]/100
    - 体育科 102[注 6]/100
- 1968年
  - 5月1日 学生数[11]/定員
    - 英語科 42[注 7]/200
    - 教養科 64[注 8]/100
    - 体育科 58[注 9]/100

(中略)
- 1973年
  - 5月1日 学生数[12]/定員
    - 英語科 13[注 10]/200
    - 教養科 5[注釈 4]/100
    - 体育科 ⁻/100
- 1975年
  - 5月1日 学生数[13]/定員
    - 英語科 15[注 11]/200
    - 教養科 22[注 12]/100
    - 体育科 ⁻/100？
- 1976年
  - 3月22日 左記をもって以下の学科を廃止とする[注 13]。
    - 体育科
- 1979年
  - 5月1日 学生数[16]/定員
    - 英語科 8[注 14]/200
    - 教養科 22[注 15]/100
- 1980年
  - 5月1日 学生数[17]/定員
    - 英語科 13[注釈 4]/100
    - 教養科 13[注 16]/100
- 1981年
  - 4月1日 以後、事実上の女子短期大学となる。
  - 5月1日 学生数[18]/定員
    - 英語科 15[注釈 4]/200
    - 教養科 6[注釈 4]/100
- しばらく定員割れが続きながらも、存続はされていた。
- 1992年
  - 5月1日 学生数[注 17]/定員
    - 英語科 269[注釈 4]/200
    - 教養科 166[注釈 4]/100
- 1999年
  - 4月1日 男子の募集を再開。
  - 5月1日 学生数[21]/定員
    - 英語科 114[注 18]/200
    - 教養科 69[注 19]/100
- 2002年
  - 4月1日 英語科を国際コミュニケーション学科に改称[22]。
  - 同 以下の学科についてはこの年度で学生募集を最終とする[注 20]。
    - 教養科
- 2003年
  - 4月1日 この年度の入学生より英語科に教養科を統合した上で、以下の学科として再編開始される[注 21]。
    - 国際教養学科 入学定員90名
- 2004年
  - 4月1日 専攻科の設置が認可され、以下の課程を設ける[24]。
    - 国際教養専攻 入学定員15名
- 2005年
  - 3月31日 左記をもって以下の学科について正式に廃止とする[25]。
    - 国際コミュニケーション学科
    - 教養科

  - 4月1日 国際教養学科の入学定員を90[26]→110に増員[25]。
- 2010年
  - 4月1日 国際教養学科の入学定員を110→125に増員[27]。
- 2014年
  - 1月 平成26年度大学入試センター試験参加短期大学の1校となる[28]。
- 2015年
  - 1月 平成27年度大学入試センター試験参加短期大学の1校となる[29]。
- 2016年
  - 1月 平成28年度大学入試センター試験参加短期大学の1校となる[30]。
- 2023年
  - 4月1日 南九州大学短期大学部に名称変更[31]
- 2025年
  - 4月1日 学生募集を最終とする[注釈 1]。

## 基礎データ

### 所在地
- 宮崎県宮崎市霧島5丁目1-2

### 交通アクセス
- JR日豊本線宮崎神宮駅下車。徒歩で約20分。

### 象徴
- オリジナルカレッジマークは右記資料を参照[33]。ほか、右記資料も参照[34]。

## 教育および研究

### 組織

#### 学科
- 国際教養学科：「英語コミュニケーション」・「留学」・「ビジネス・キャリア」・「オフィス情報」・「ホテル・観光」「医療事務・医療秘書」「スポーツ健康」の各コースからなる。「英語教育」・「情報教育」・「ビジネス教育」・「エアライン業界への就職指導」等を重視している。 入学定員125名[1]

##### 学科の変遷
- 英語科→国際コミュニケーション学科 入学定員100名[注釈 5]
- 教養科 入学定員50名
- 体育科 入学定員50名[注 22]。

#### 専攻科
- 国際教養専攻 入学定員15名[37]

#### 別科
- なし

##### 取得資格について
- 中学校教諭二種免許状
  - 英語[注 23]。
  - 社会[注 24]
  - 保健体育：過去にあった体育科に設置されていた。

### 附属機関
- 郷土文化研究所[39]

### 研究
- 『南九州短期大学研究紀要』[40]

## 学生生活

### 部活動・クラブ活動・サークル活動
- 南九州大学短期大学部のクラブ活動：バレーボール・サッカー・弓道・女子硬式野球・テニス・エアロビクス・ダンス・英会話・韓国語・ボランティアほか

### 学園祭
- 南九州大学短期大学部の学園祭は「きりしま祭」と呼ばれ、南九州大学と合同で行われている。毎年概ね11月に行なわれている。

### スポーツ
- 女子硬式野球部が全国大会で活躍しており、女子野球ワールドカップ全日本代表選手(現：ジャイアンツ・メソッド・九州ベースボールアカデミー宮崎校のコーチ：崎村真美)やプロ選手（川畑亜沙美選手）も輩出している。

## 大学関係者と組織

### 大学関係者一覧

#### 大学関係者
- 橘田恵 - 元女子硬式野球部監督

#### 出身者
- 永吉愛（宮崎県中心に活動しているシンガーソングライター）

## 施設

### 寮
- 南九州大学短期大学部の寮は「コスモス寮」と呼ばれている。

## 対外関係

### 他大学との協定

#### 日本国内
- 放送大学[41]

#### 日本国外
- アメリカ合衆国[42]
  - エドモンズ・コミュニティカレッジ（ワシントン州）
  - ウィスコンシン大学リバーフォールズ校（英語版）（ウィスコンシン州）
  - バージニア・ウエスレヤン大学（英語版）（バージニア州）
  - バージニア・インターモント大学（英語版）（バージニア州）
  - マウントユニオン大学（英語版）（オハイオ州）
  - キルゴア・カレッジ（英語版）（テキサス州）

### 系列校
- 南九州大学

## 社会との関わり
- 2008年1月16日、桑田真澄による教養公開講座が行なわれた。

## 卒業後の進路について

### 編入学・進学実績
- これまでの実績では、系列の南九州大学ほか佐賀大学・東京農業大学・神田外語大学・明海大学・九州国際大学・久留米大学・鹿児島国際大学・志學館大学・沖縄国際大学などへの編入学実績もある。